# Christian August Crusius

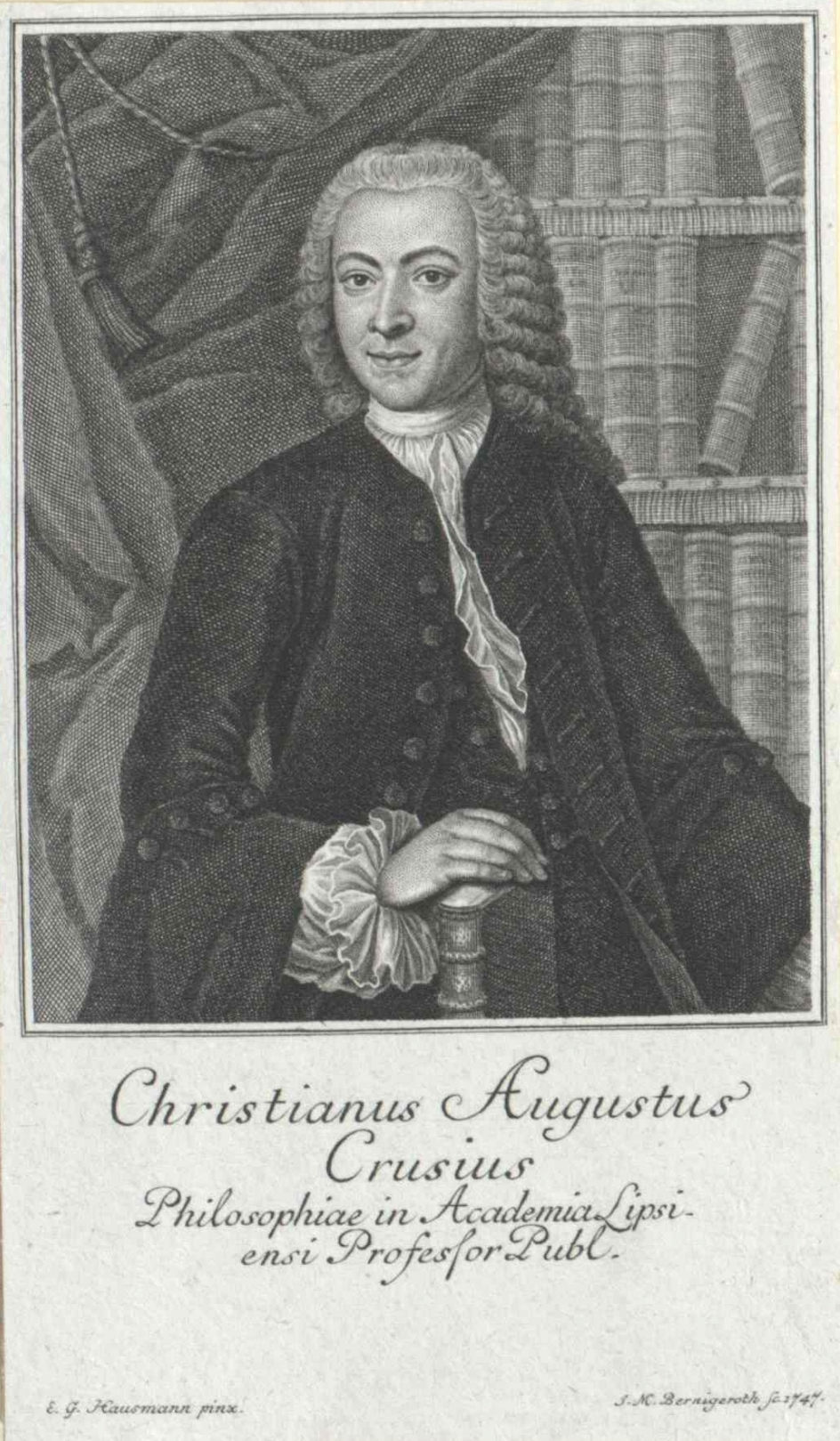
Christian August Crusius: grabado de Johann Martin Bernigeroth (1747) según un retrato de Elias Gottlob Haußmann.

Christian August Crusius (Leuna, Sajonia-Anhalt, 10 de enero de 1715-Leipzig; 18 de octubre de 1775) fue un filósofo y teólogo evangelista alemán.

## Vida y obra
Hijo de un sacerdote, nació en Leuna, cerca de Merseburg, en el Electorado de Sajonia. Discípulo y continuador de Andreas Rüdiger, estudió Filosofía y Teología en la Universidad de Leipzig, donde en 1744 fue nombrado profesor extraordinario de Filosofía y en 1750 profesor ordinario de Teología. 
Junto a Johann Franz Buddeus, llegó a ser uno de los más agudos enemigos de la filosofía de Gottfried Leibniz y Christian Wolff. Contra éstos, defendió una unidad de la revelación positiva y la razón, y rechazó la prueba ontológica de la existencia de Dios.
Se opuso a Leibniz y Wolff desde la posición de la ortodoxia religiosa. Atacaba la filosofía de éstos principalmente con motivo del mal moral que tiene que emanar de todo sistema determinista, frente al cual defendía el libre albedrío.
En el terreno de la Metafísica, se opuso a la concepción de la existencia defendida por Leibniz y Wolff, quienes la reducían a una red de relaciones y a la determinación conceptual. En la misma línea, criticó la reducción wolffiana del principio de razón suficiente al principio de contradicción, oponiendo principios formales y materiales del conocimiento. Asimismo criticó los planteamientos sobre la definición de conceptos en la Ontología de aquellos, dando así pie a la crítica del uso del método geométrico en Filosofía.
La última etapa de su vida se consagró a la Teología. Dirigía el partido de la universidad de los que fueron conocidos como «crusianos», opuestos a los «ernestianos», seguidores de Johann August Ernesti. Los dos profesores adoptaban métodos de exégesis contrapuestos: Ernesti deseaba examinar las Escrituras del mismo modo que otros libros antiguos, mientras que Crusius se aferraba firmemente a la tradición eclesiástica ortodoxa.

## Influencia
Su crítica a Wolff tuvo considerable influencia en la época, comenzando por Lambert y Moses Mendelssohn. Influyó de forma notoria en la etapa «precrítica» de Kant: especialmente en la Nova dilucidatio de 1755, donde Kant apela a Crusius en la crítica de la concepción wolffiana del principio de razón suficiente (Crusius lo llamaba «principio de razón determinante») y asimismo recuerda su defensa del libre albedrío.
En El único fundamento posible de una demostración de la existencia de Dios (1763), Kant recuerda de nuevo a Crusius en relación con su crítica del concepto leibnizo-wolffiano de existencia, mientras que en el Ensayo para introducir las magnitudes negativas en la filosofía (1763) lo hace con motivo de la distinción de Crusius entre razón real (Realgrund) y razón ideal (Idealgrund), distinción que, con modificaciones ya presentes en dicho opúsculo, Kant mantendría en toda su obra subsiguiente. En la Investigación sobre la claridad de los principios de la teología natural y de la moral (1764), Kant invoca a Crusius para defender, contra los wolffianos, la independencia de ciertos principios del conocimiento respecto al principio de contradicción, a los que aquel denominaba «principios materiales».
Todavía en su «etapa crítica» mencionaría Kant con respeto las doctrinas éticas de Crusius en la Crítica de la razón práctica (1788).
Con posterioridad, fue reivindicado por los teólogos Ernst Wilhelm Hengstenberg (1802-1809) y Franz Delitzsch (1813-1890).

### Obras de Crusius
- Entwurf der nothwendigen Vernunftwahrheiten, wiefern sie den zufälligen entgegengesetzt werden (Esbozo de las verdades necesarias de la razón, en la medida en que se oponen a las contingentes, 1745). Reimpresión: Darmstadt, Wissenschaftliche Buchgesellschaft, 1963.
- Weg zur Gewissheit and Zuverlassigkeit der menschlichen Erkenntniss (Vía para la certeza y fiabilidad del conocimiento humano, 1747).
- Hypomnemata ad theologiam propheticam (1764-1778)
- Kurzer Entwurf der Moraltheologie (1772-1773).

#### Ediciones
- Die philosophischen Hauptwerke, 4 vols., edic. de Giorgio Tonelli; Hildesheim, Georg Olms, 1964ss.

### Literatura secundaria
- Magdalene Benden: Christian August Crusius: Wille und Verstand als Prinzipien des Handelns. Bouvier Verlag, 1972, ISBN 3-416-00796-4
- Ernst Cassirer: El problema del conocimiento, vol. 2 (1907), México D.F., FCE, 1986 (ISBN 968-16-2278-2), pp. 480-487.

## Enlaces
- Entrada sobre Crusius (en inglés) en la Encyclopædia Britannica, 1911. (Consultado el 25 de julio de 2008.)

- Datos: Q63340
- Multimedia: Christian August Crusius / Q63340